# دون روبرتسون (مؤلف)
دون روبرتسون (بالإنجليزية: Don Robertson)‏ (21 مارس 1929 - 21 مارس 1999)؛ روائي أمريكي.